# 丁壽昌
丁壽昌（1826年—1880年），字樂山，安徽合肥人。晚清官員。官至直隸布政使。

## 生平
壽昌少為鄉里塾師，太平軍進攻淮南時，壽昌召集同鄉子弟，授以兵法，筑寨自保。同治初年，率師隨李鴻章東征，轉戰蘇、松間，由知縣晉知府。隨潘鼎新攻浙江，克乍浦，代行乍浦同知事務，又隨攻克嘉興，晉為道員。隨即進攻湖州，在晟舍鎮大戰，立功獲勝，加按察使銜。同治六年（1867年），率師從劉銘傳圍剿捻軍，在黃安、鄧州敗敵，捻軍嚮沭陽南撤，壽昌率軍冒雨追剿捻軍將領任化邦部，並斬化邦於贛榆城下。詔以道員簡放，加布政使銜。又戰濰縣，擒獲捻軍將領李蕓等，朝廷贈“西林巴圖魯”勇號，記名按察使。
同治八年（1869年），天津教案爆發，壽昌奉命率領四千人馳赴天津、大沽駐防，署天津道，不久正式任命，任內處理民教糾紛有方。因遭父喪離職，士民萬人聯名挽留，壽昌仍堅持丁憂守制。守喪結束，詔赴天津總理營務，兼任海防翼長。光緒四年（1878年），署天津海關道，擢升直隸按察使，署布政使，以勤政謹慎著稱。光緒六年（1880年），卒於任上。朝廷賜恤，追贈太常寺卿，并在天津建立專祠祭祀。《清史稿》有傳。

## 延伸阅读
[在维基数据编辑]
 《清史稿·卷451》，出自趙爾巽《清史稿》

## 外部連結
- 丁壽昌 （页面存档备份，存于） 中研院史語所